# Trompetterssteeg
De Trompetterssteeg, het straatnaambord vermeldt Trompettersteeg, is een straatje in Amsterdam-Centrum. De steeg staat te boek als de smalste steeg in Amsterdam die een officiële benaming heeft; ze is circa 90 cm breed.

## Ligging en geschiedenis
Waar de naam vandaan komt is niet exact bekend, de uitleg is tweeledig. Ten eerste bestaat het vermoeden dat hier ooit een trompetter woonde die zijn trompet vanaf een toren liet schallen als waarschuwing voor de stad. Een andere mogelijkheid is dat de steeg vernoemd is naar een gevelsteen (1722 Kwijtschelding Erven Willem Adriaans; Waar het Trompettertje in de gevel staat) op de hoek Trompetterssteeg, Oudezijds Voorburgwal (Bier Kaay), die er dan weer op kan wijzen dat hier een trompetter woonde.
Het straatje loopt al sinds de middeleeuwen vanaf de Sint Annadwarsstraat naar de Oudezijds Voorburgwal (maar heeft een oversteek door de Sint Annadwarsstraat). Ze ligt even ten zuiden van de Oude Kerk. Op de kaart van Jacob van Deventer uit 1560 (gemaakt voor Philips II van Spanje) is het straatje al te zien.De kaart van Balthasar Florisz. van Berckenrode uit 1625 vermeldt het als Trompetter Steechjen.
De steeg stond ook wel bekend als Boomgaardsteeg en Zogersteeg.
De straat kent slechts twee huisnummers 1 en 5. De overige gevels behoren toe aan panden die hun toegang hebben aan omliggende straten. Oorspronkelijke bebouwing is hier niet meer aanwezig; ze dateren van latere eeuwen.

## Kunst
Hoe smal de steeg ook is, in de 21e eeuw werden hier minstens twee artistieke kunstwerken gezet. Het betrof muurschilderingen die geen ruimte in beslag nemen. De eerste werd in 2016 geplaatst en was door Beazarility en Sjem Bakkus geplaatst op verzoek van ondernemers van het Oudekerksplein. Via de muurschildering vroegen zij om geen foto’s te maken van de prostitués die hier achter de ramen aan het werk waren. De titel van het werk was "No fucking photo’s". In de jaren daaropvolgende werd die keer op keer overgeschilderd. In het voorjaar van 2021 werden de muren aan de zijde van de Oudezijds Burgwal opnieuw beschilderd. Dit keer was het de beurt aan Dopie (Tom Linnebank), een graffitikunstenaar. Hij kwam onder leiding van Amsterdam Street Art, gemeente Amsterdam en de ondernemingsvereniging met een anamorf werk dat wil zeggen een optische afbeelding. De steeg recht inkijkend vanaf het trottoir van de Oudezijds Achterburgwal is het wapen van Amsterdam te zien; verplaats je jezelf even, dan gaat dat beeld verloren. Dopie liet zich inspireren door de verlichting is de steeg of juist het ontbreken daarvan. Het wapen van Amsterdam heeft net als de steeg een donkere strook in het midden (waar de Andreaskruizen op staan). Dit is terug te vinden in de afbeelding waarbij het wapen zich in een roze ornamentatie bevindt. Deze felle kleur is een verwijzing naar De Wallen (Rosse buurt) en geeft de steeg licht (in woorden van de kunstenaar). Bij het zetten van de schildering stuitte de kunstenaar op problemen. Er werd slecht weer verwacht (plaatsing werd naar voren geschoven); de steeg is te nauw om fatsoenlijk te kunnen bewegen (om het optisch effect te controleren moet de kunstenaar steeds terug naar het kijkpunt) en de temperatuur was laag zodat de verf niet goed wilde drogen. Eigenaardig is ook dat de genoemde ingang een poortgebouw is, dat wil zeggen; het kunstwerk moest ook een plafond krijgen. Samen met opnieuw Beazarility en Ultimo.11 wist Dopie de 110 m² metende schildering  in 5 dagen te schilderen.  

## Naamgenoot
Amsterdam kent ook een Trompettersgang, die niet toegankelijk voor publiek is. Ze is gelegen tussen de Zandstraat 18 en 26 en stamt uit de 17e eeuw. Ook deze gang is vernoemd naar een trompetter, die van de Zuiderkerk.    

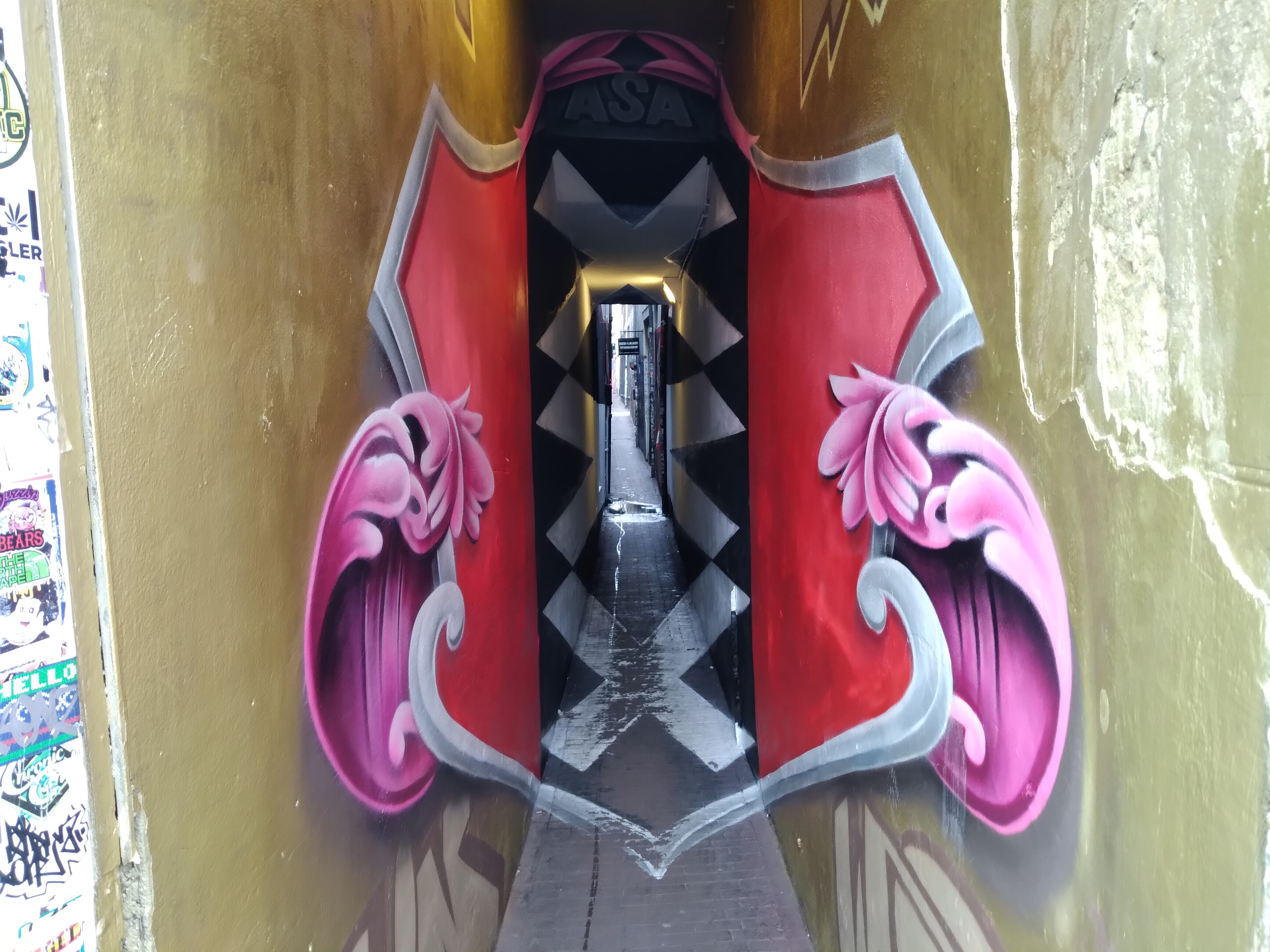
Mural Wapen van Amsterdam (februari 2021)

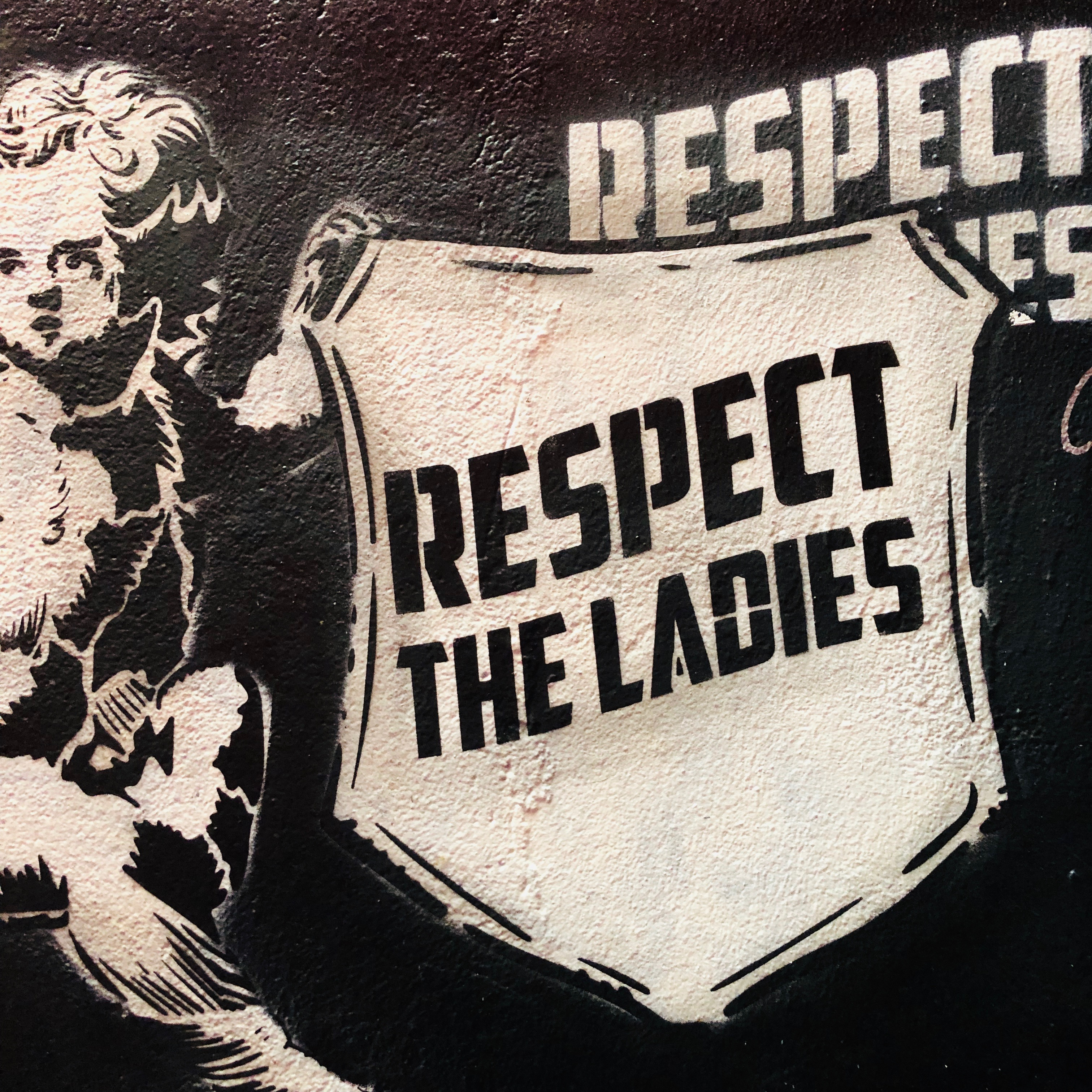
Oude mural (september 2019)